# Compañía de los Caminos de Hierro del Norte de España
Die Compañía de los Caminos de Hierro del Norte de España, abgekürzt CCHNE, meist nur als Norte bezeichnet, deutsch in etwa Gesellschaft der Eisenbahnen Nordspaniens, war eine Eisenbahngesellschaft in Spanien, die 1858 gegründet wurde und 1941 in der staatlichen Eisenbahngesellschaft Renfe aufging.

## Geschichte
Die Gesellschaft zum Bau einer Eisenbahn von Madrid nach Irún in Nordspanien an der spanisch-französischen Grenze wurde durch die Gebrüder Émile und Isaac Pereire über die Sociedad General de Crédito Mobiliario Español, einem Vorgänger von Banesto finanziert. Die Hauptstrecke, die 1864 in Betrieb ging, wurde durch die Stichstrecke Venta de Baños–Alar del Rey ergänzt, die ab 1866 zusammen mit der von der Compañía del Ferrocarril de Isabel II gebauten Strecke, eine Verbindung zum Atlantikhafen Santander herstellte. Norte baute durch Zukauf von Bahngesellschaften ein Eisenbahnnetz in Nordspanien auf, das sich ab den 1890er-Jahren auch entlang der Mittelmeerküste ausdehnte, wo die Gesellschaft in harter Konkurrenz zur Compañía de los Ferrocarriles de Madrid a Zaragoza y Alicante (MZA) stand. 
Die Compañía del Norte war viele Jahre lang die größte spanische Eisenbahngesellschaft, sowohl in Bezug auf Umsatz, der Anzahl Streckenkilometer als auch der Anzahl der Mitarbeiter. 1941 wurde die nach dem Bürgerkrieg unter Finanzknappheit leidende Gesellschaft zusammen mit den anderen Breitspurbahnen in die Staatsbahn Renfe integriert.

## Lokomotiven und Wagen

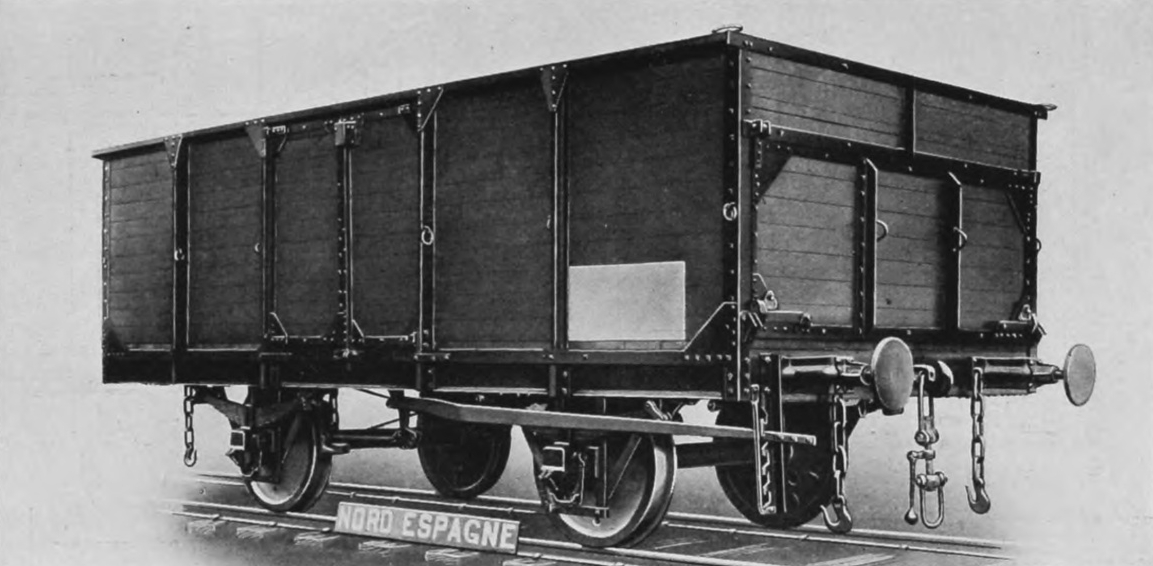
Güterwagen der CCHNE, gebaut um 1917 von der Gregg Car Company in den USA

Am 31. Dezember 1865 besaß die Gesellschaft 180 Lokomotiven, 402 Personenwagen, 173 Gepäckwagen und 2564 Güterwagen. Bis 1884 erhöhte sich der Bestand auf 417 Lokomotiven, 1040 Personenwagen, 377 Gepäckwagen und 6174 Güterwagen. 1936 verfügte die Gesellschaft über 1216 Lokomotiven, 1995 Personenwagen, 1297 Gepäckwagen und 30.710 Güterwagen.